# Stadtarchiv Zerbst
Das Stadtarchiv Zerbst ist das Archiv der Stadt Zerbst/Anhalt im Landkreis Anhalt-Bitterfeld in Sachsen-Anhalt. Es verwahrt Unterlagen aus der Zeit von 1264 bis heute. Da die Bestände des Stadtarchivs zu großen Teilen im Zweiten Weltkrieg nicht ausgelagert wurden, sind über 80 % der historischen Bestände als Kriegsverlust zu betrachten.

## Geschichte

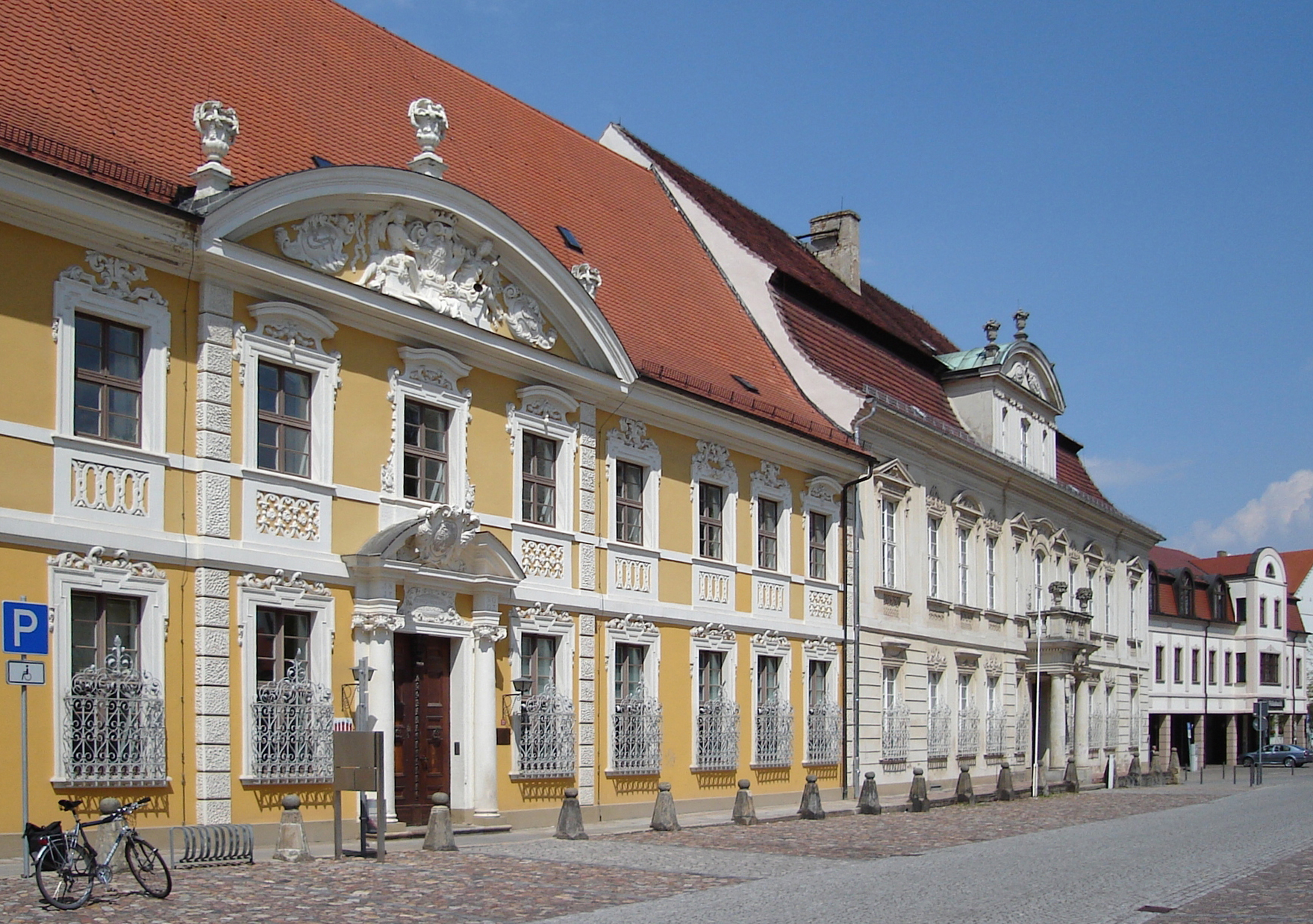
Im Keller des Rathauses befindet sich das Stadtarchiv

Die Anfänge des Archivs lassen sich bis in das Jahr 1323 verfolgen. Eine geregelte Registratur wurde schon im 17. Jahrhundert eingeführt. Zu dieser Zeit lagerte das Archiv in verschiedenen Räumen des heute zerstörten Rathauses von Zerbst. Im 19. Jahrhundert, insbesondere durch vermehrte Anfragen von Historikern, ordnete der Lehrer des Francisceums Friedrich Sintenis im Auftrag des Zerbster Rates das Archiv neu. Diese ehrenamtlichen Dienste ersetzten jedoch keinen hauptamtlichen Stadtarchivar, sodass um 1880 das Archiv sich noch in Unordnung befand. Durch den Archivar Ernst Neubauer, der ab 1894 fest angestellt war, wurde die noch heute existierende Ordnung der historischen Bestände aufgestellt. Nach dem Ersten Weltkrieg zog das Archiv aus dem Rathaus mit Unterstützung der Joachim-Ernst-Stiftung in das Zerbster Schloss. Am 20. Oktober 1920 wurde das aus fünf Räumen bestehende Archiv feierlich eröffnet. In direkter Nachbarschaft zum Anhaltischen Staatsarchiv Zerbst wurde es für wissenschaftliche und genealogische Zwecke genutzt. Trotz des Umstandes, dass kein anderes Stadtarchiv in Anhalt vergleichbare Bestände aufweisen konnte, wurde das Archiv im Zweiten Weltkrieg nicht ausgelagert. Ein Großteil der Akten verblieb im Schloss, wenige Aktenkonvolute wurden in der Kirche St. Nikolai verbracht. Während des Bombenangriffs am 16. April 1945 wurden sowohl Schloss als auch Nikolaikirche zerstört. Durch Zufall haben sich jedoch einige Kisten mit Archivalien im Keller des Schlosses erhalten, die heute den Grundstock des Archivs darstellen.

## Archivare

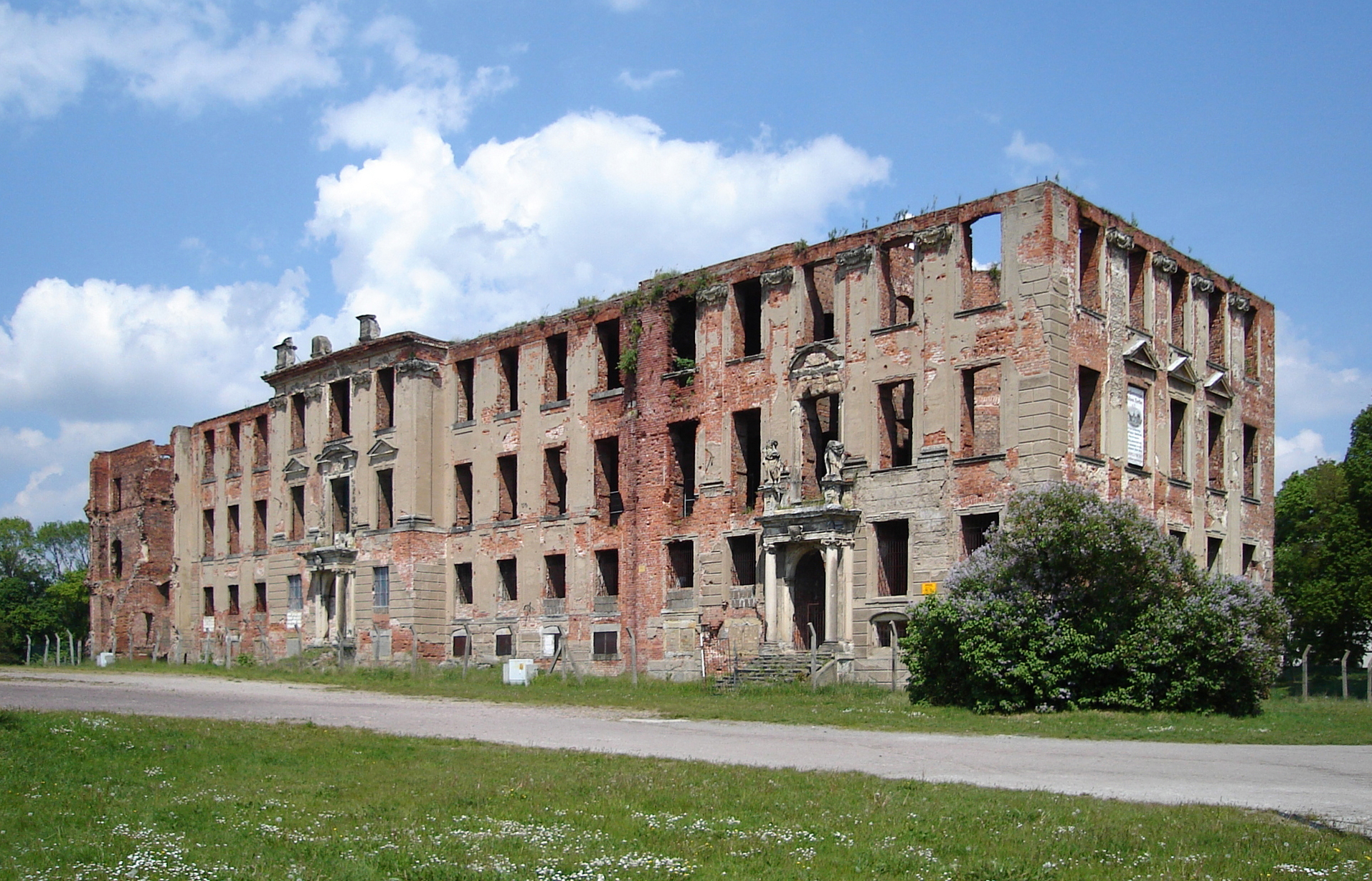
Der einstige Sitz des Stadtarchivs wurde im Zweiten Weltkrieg zerstört

1. Christian Wilhelm Bube (1653/64 als „Registrator“ geführt)
2. Friedrich Sintenis (1833 bis vor 1855)
3. Franz Kindscher (nach 1855)
4. Albrecht Henning (1891–1894)
5. Ernst Neubauer (1894–1897)
6. E. Müsebeck (1897–1898)
7. Richard Siebert (1898–1902)
8. Heinrich Becker (1903–1912)
9. Theodor Schulze (1912–1914)
10. Karl Hundert (Interregnum 1914–1918)
11. Theodor Schulze (1918–1924)
12. Reinhold Specht (1924–1939/53) unter Hermann Wäschke (Leiter des Staatsarchivs)
13. (ab 1953 unter Verwaltung des Museums der Stadt Zerbst, später Ablieferung des Archivs an die DDR-Kreisarchive)
14. seit 1996 unter Verwaltung des Haupt- und Personalamtes sowie des Kulturamtes der Stadt Zerbst

## Zuständigkeit
Das Stadtarchiv Zerbst ist das Archiv der Stadtverwaltung. Es verwahrt schriftliche Unterlagen (z. B. Urkunden, Amtsbücher, Akten, Karten und Pläne) die seit dem 14. Jahrhundert in der Verwaltung der Stadt Zerbst entstanden sind und übernimmt regelmäßig Schriftgut aus dem laufenden Geschäftsbetrieb. Darüber hinaus sammelt das Stadtarchiv weitere Unterlagen, in denen sich Vergangenheit und Gegenwart der Stadt Zerbst/Anhalt widerspiegeln (z. B. Druckschriften, Zeitungen, Plakate, Bilder, Flugblätter, Filme und Ähnliches). Schon in der Vergangenheit hat das Stadtarchiv Zerbst Archivgut anderer Herkunft übernommen von Betrieben, Vereinen, Parteien oder Nachlässe von Privatpersonen. Außerdem wird das Archivgut der nach Zerbst/Anhalt eingemeindeten Dörfer verwahrt.

## Bestände

### Verwaltungsarchiv
Das Verwaltungsarchiv betreut die aus den Ämtern abgegebenen Akten bis zum Ablauf der Aufbewahrungs- und Schutzfristen. Nach Ablauf dieser Fristen werden sie dem Historischen Archiv als Endarchiv zur dauerhaften Aufbewahrung angeboten. Daneben werden folgende Register aus dem Standesamt verwahrt:
- Geburtenregister (1876–1900)
- Sterberegister (1876–1980)
- Heirats- /Eheregister (1876–1930).

### Historisches Archiv

#### Abt. IA (Pergamenturkunden)
Enthält über 500 Pergamenturkunden. Die älteste Urkunde stammt aus dem Jahr 1264. Neben städtischen Urkunden befinden sich auch Bischofs- und Fürstenurkunden aus dem Bistum Brandenburg und den Fürsten von Anhalt in dieser Abteilung. Der Kriegsverlust ist als gering einzustufen.

#### Abt. IB (Papierurkunden)
Enthält über 1.000 Papierurkunden. Zahlreiche Urkunden befinden sich nach einer Neuordnung durch den Archivar Reinhold Specht unter der Bezeichnung „Zinsquittungen“ heute in der Abteilung II (Briefwechsel und Akten). Der Kriegsverlust ist bei ca. 11 % als gering einzustufen.

#### Abt. II (Briefwechsel und Akten)
Enthält noch Konvolute bis in die Jahre kurz vor der Reformation. Als Kriegsverlust müssen insbesondere die Bestände der „Alten Registratur“ (Magistrats- und Stadtakten) gelten. Bei den fehlenden ca. 5.000 Konvoluten handelt es sich unter anderem um die Lutherbriefe sowie Prozessakten und Schöppensprüche aus Magdeburg.

#### Abt. III (Handschriftliche Stadtbücher)
Zerbst besitzt insgesamt noch über 150 Stadtbücher (Chronikale Bücher, Einnahme- und Ausgabebücher, Schöppenbücher, Ratsprotokollbücher sowie Kirchenregister). Der Kriegsverlust liegt hier bei 94,5 % (3272 Stück). Die vorhandenen Stadtbücher geben jedoch eine selten so detaillierte Auskunft für eine mitteldeutsche Stadt des Mittelalters. Die Kirchenregister reichen unvollständig bis in das 17. Jahrhundert. Im Einzelnen finden sich:
- Kopiarbücher
- Gerichtsbücher (14.–16. Jh.)
- Verwaltungsbücher (Einnahme- und Ausgabebücher des 14.–16. Jh.)
- Protokolle und Register
- Bücher geistlicher Stiftungen und Kirchenbücher (14.–17. Jh.)

Im Handschriftencensus befinden sich detaillierte Informationen zu bedeutenden Handschriften dieser Abteilung wie die Zerbster Ratschronik, das Zerbster Vehmbuch sowie die Text- und Regiebücher des Zerbster Prozessionsspiels.

#### Weitere Abteilungen
Das Archiv verfügt über weitere Bestände zur Geschichte der Stadt Zerbst/Anhalt. Eine Sammlung von Nachlässen und Materialien zur Geschichte der Stadt Zerbst befindet sich im Aufbau. Insbesondere sind folgende Akten hervorzuheben:
- Anhaltische Bauschule (Zeichnungen, zumeist großformatig)
- Akten zum Herzoglichen Francisceum
- Akten zum Herzoglichen Lyzeum
- Akten zum Naturwissenschaftlichen Verein zu Zerbst
- Akten zu Privatstiftungen (Hanffstengel’sche Stiftung, Wappenhensch-Stiftung, Stier-Stiftung, Zuborg-Stiftung)

## Benutzung
Das Stadtarchiv Zerbst befindet sich im Gewölbekeller des Rathauses der Stadt Zerbst/Anhalt auf der Schloßfreiheit. Nach Anmeldung unter Nennung des Rechercheanliegens werden am Benutzertisch des Archivs die Akten vorgelegt. Je nach Anliegen erfolgt auch eine Beratung zu in Frage kommenden Beständen des Archivs. Die Benutzung setzt einen Benutzerantrag voraus.